# ブラッドストーン

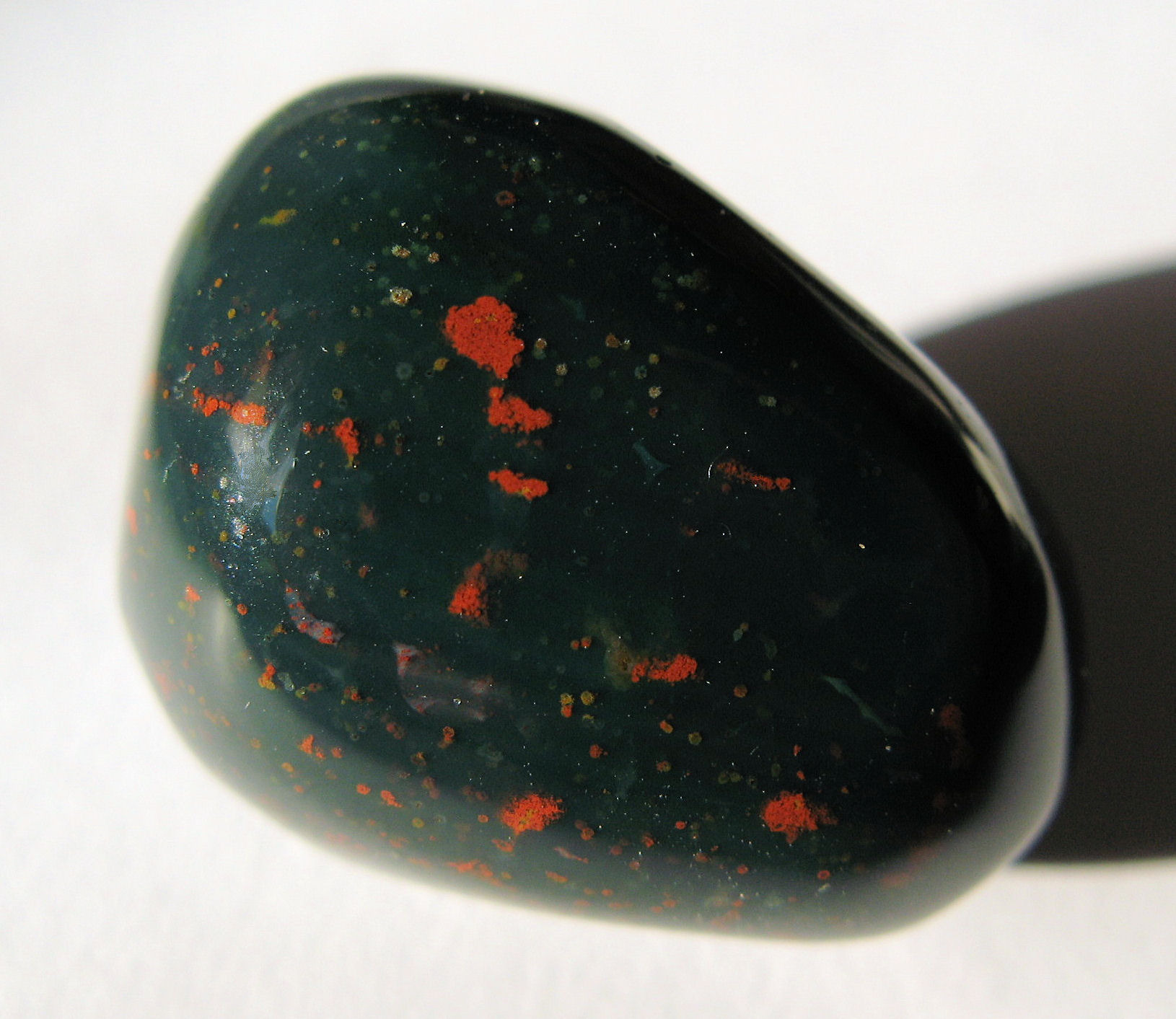
ブラッドストーン

ブラッドストーン（英: bloodstone）は、濃緑色半透明の玉髄で、赤い斑点を有するものを言う。血石、血星石、血玉石、血玉髄、ヘリオトロープ（heliotrope：太陽を呼び戻す石、太陽に向かうの意）とも呼ばれる。bloodstone の名は、赤い斑点が血を連想させることに由来する。

## 産出地
主な出産地はインドである。
古来はエジプトのヘリオポリスで採れたことから、ヘリオトロープと呼ばれたともされる。

## 性質・特徴
細かい粒の石英の結晶が集まった碧玉（ジャスパー）の一種で、赤色や赤褐色の斑点（正体は酸化鉄）がある。

## 用途・加工法
古くはキリスト教会の聖像などを飾る材料として広く用いられ、現在では主に指輪などのアクセサリーに利用される。

## トピックス
多くの伝承がみられるが、そのうちの一つに、イエス・キリストが十字架にかけられたとき、傷口から鮮血が緑の大地にしたたり石に変わったというものがある。
古代エジプトでは、粉末にしてはちみつと混ぜて止血に用いた。